# Stregati dalla luna
Stregati dalla luna è un film del 2001 diretto da Pino Ammendola e Nicola Pistoia.

## Trama
Napoli. Dario e Carlo sono i proprietari di un piccolo ristorante. È il giorno di chiusura ma l'attività ferve perché si sta organizzando la cena di fidanzamento ufficiale tra il carabiniere Giuliano e la poliziotta Miria. Tutto va a monte quando Miria confessa al fidanzato di avere avuto una scappatella con un agente della Digos. Giuliano si reca al ristorante dove sta per arrivare la bellissima Viviana che ha lasciato precipitosamente una festa su uno yacht.